# Kapary

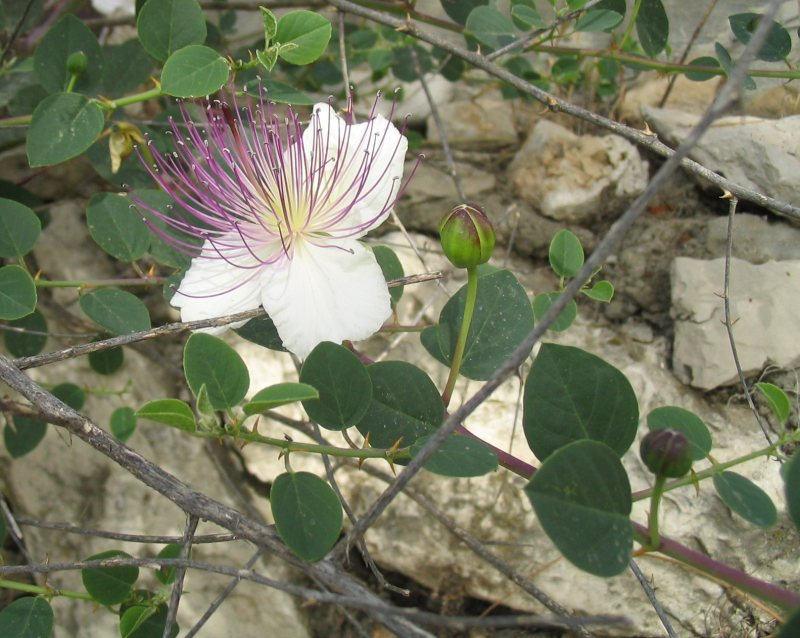
Kapary cierniste

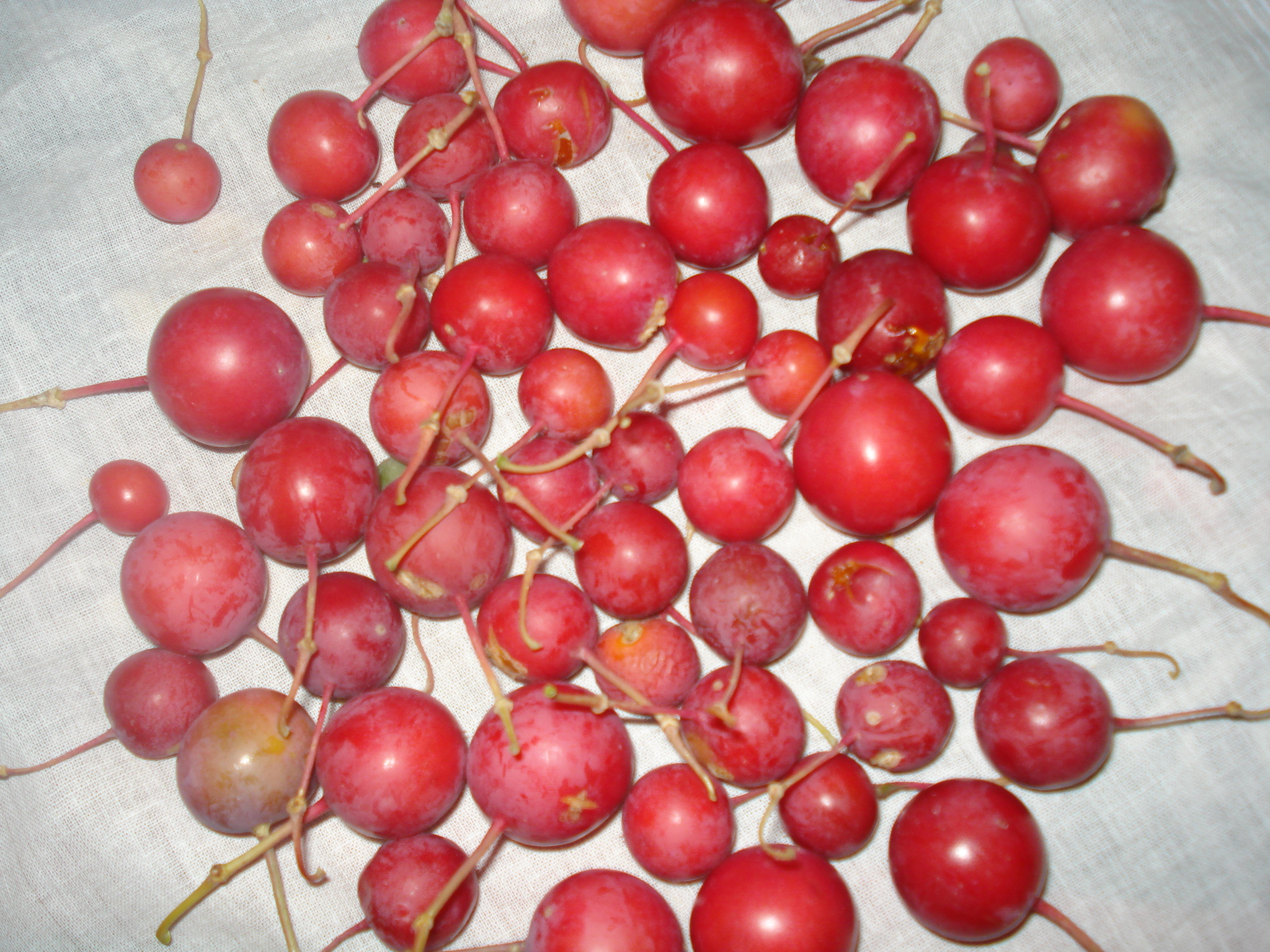
Owoce Capparis decidua

Kapary, kapar (Capparis L.) – rodzaj roślin należących do rodziny kaparowatych. Należy do niego 139 gatunków. Występują one w strefie tropikalnej, tylko dwa gatunki rosną w Europie.

## Morfologia
Drzewa, krzewy lub pnącza. Charakterystyczną cechą jest występowanie parami hakowatych kolców przy nasadzie liścia (często widoczne są one tylko na niedojrzałych liściach). Kwiaty duże, na długich szypułach, pachnące, koloru białego, kremowego, lub różowego. Owoce są guzowatego kształtu i rozwijają się na łodygach wydłużających się powyżej nieodpadającego kielicha.

## Systematyka
SynonimyAtamisquea  Miers ex Hook. & Arn., Beautempsia Gaudich., Breynia L., Linnaeobreynia  Hutch., Pseudocroton Müll. Arg., Sodada Forssk.
Pozycja systematyczna według APweb
Rodzaj z rodziny kapustowatych Brassicaceae, rzędu kapustowców (Brassicales).
Pozycja w systemie Reveala (1993–1999)Gromada okrytonasienne (Magnoliophyta Cronquist), podgromada Magnoliophytina Frohne & U. Jensen ex Reveal, klasa Rosopsida Batsch, podklasa ukęślowe Takht. ex Reveal & Tahkt., nadrząd Capparanae Reveal, rząd kaparowce (Capparales Hutch.), podrząd Capparineae Engl., rodzina kaparowate (Capparaceae Juss.), podrodzina Capparoideae Burnett, plemię Cappareae DC., rodzaj kapary (Capparis L.).
Wykaz gatunków
- Capparis acutifolia Sweet
- Capparis annamensis (Baker f.) M.Jacobs
- Capparis anomala (F.Muell.) Christenh. & Byng
- Capparis arborea (F.Muell.) Maiden
- Capparis artensis Montrouz.
- Capparis assamica Hook.f. & Thomson
- Capparis bachii Sy, R.K.Choudhary & Joongku Lee
- Capparis batianoffii Guymer
- Capparis beneolens Gagnep.
- Capparis bodinieri H.Lév.
- Capparis brachybotrya Hallier f.
- Capparis brassii DC.
- Capparis brevispina DC.
- Capparis burmanica Collett & Hemsl.
- Capparis buwaldae M.Jacobs
- Capparis callophylla Blume
- Capparis canescens Banks ex DC.
- Capparis cantoniensis Lour.
- Capparis cartilaginea Decne.
- Capparis cataphyllosa M.Jacobs
- Capparis chingiana B.S.Sun
- Capparis chrysomeia Bojer
- Capparis cinerea M.Jacobs
- Capparis cleghornii Dunn
- Capparis corymbosa Lam.
- Capparis cucurbitina King
- Capparis daknongensis Sy, G.C.Tucker, Cornejo & Joongku Lee
- Capparis dasyphylla Merr. & F.P.Metcalf
- Capparis decidua (Forssk.) Edgew.
- Capparis diffusa Ridl.
- Capparis dioica Gilg
- Capparis divaricata Lam.
- Capparis diversifolia Wight & Arn.
- Capparis dongvanensis Sy, B.H.Quang & D.V.Hai
- Capparis echinocarpa Pierre ex Gagnep.
- Capparis erycibe Hallier f.
- Capparis erythrocarpos Isert
- Capparis fascicularis DC.
- Capparis fengii B.S.Sun
- Capparis flavicans Kurz
- Capparis floribunda Wight
- Capparis florida Fici & Souvann.
- Capparis fohaiensis B.S.Sun
- Capparis formosana Hemsl.
- Capparis fusifera Dunn
- Capparis gialaiensis Sy
- Capparis grandidieri Baill.
- Capparis grandiflora Wall. ex Hook.f. & Thomson
- Capparis grandis L.f.
- Capparis hainanensis Oliv.
- Capparis henryi Matsum.
- Capparis hereroensis Schinz
- Capparis heteracantha DC.
- Capparis hinnamnoensis Souvann. & Fici
- Capparis humistrata (F.Muell.) F.Muell.
- Capparis hypovellerea Gilg & Gilg-Ben.
- Capparis jacobsii Hewson
- Capparis kbangensis Sy & D.V.Hai
- Capparis kebarensis Fici
- Capparis khuamak Gagnep.
- Capparis klossii Ridl.
- Capparis koioides M.Jacobs
- Capparis kollimalayana M.B.Viswan.
- Capparis lanceolaris DC.
- Capparis lanceolatifolia Fici, Bouaman. & Souvann.
- Capparis laotica Gagnep.
- Capparis lasiantha R.Br. ex DC.
- Capparis lobbiana Turcz.
- Capparis longestipitata Heine
- Capparis longgangensis S.L.Mo & X.S.Lee ex Y.S.Huang
- Capparis loranthifolia Lindl.
- Capparis lucida (Banks ex DC.) Benth.
- Capparis macleishii (A.G.Mill.) Christenh. & Byng
- Capparis macrantha Souvann., Fici & Lanors.
- Capparis masaikai H.Lév.
- Capparis mekongensis Gagnep.
- Capparis membranifolia Kurz
- Capparis micracantha DC. – kapary drobnokwiatowe
- Capparis micrantha A.Rich.
- Capparis mitchellii (Lindl. ex F.Muell.) Lindl.
- Capparis monantha M.Jacobs
- Capparis moonii Wight
- Capparis multiflora Hook.f. & Thomson
- Capparis nana Craib
- Capparis nilgiriensis Subba Rao, Kumari & V.Chandras.
- Capparis nobilis (Endl.) F.Muell. ex Benth.
- Capparis nummularia DC.
- Capparis olacifolia Hook.f. & Thomson
- Capparis ornans F.Muell. ex Benth.
- Capparis pachyphylla M.Jacobs
- Capparis parvifolia Fici
- Capparis poggei Pax
- Capparis pranensis (Pierre ex Gagnep.) M.Jacobs
- Capparis pseudocerasifera Hauman
- Capparis pubiflora DC.
- Capparis pubifolia B.S.Sun
- Capparis pyrifolia Lam.
- Capparis quiniflora DC.
- Capparis radula Gagnep.
- Capparis ramonensis Danin
- Capparis rheedei DC.
- Capparis richardii Baill.
- Capparis rigida M.Jacobs
- Capparis rotundifolia Rottler
- Capparis roxburghii DC.
- Capparis rufidula M.Jacobs
- Capparis sabiifolia Hook.f. & Thomson
- Capparis sandwichiana DC.
- Capparis sarmentosa A.Cunn. ex Benth.
- Capparis scortechinii King
- Capparis sepiaria L.
- Capparis shanesiana F.Muell.
- Capparis shevaroyensis Sundararagh.
- Capparis siamensis Kurz
- Capparis sikkimensis Kurz
- Capparis spinosa L. – kapary cierniste
- Capparis srilankensis Sundararagh.
- Capparis subsessilis B.S.Sun
- Capparis sunbisiniana M.L.Zhang & G.C.Tucker
- Capparis tagbanuorum Fici
- Capparis tchaourembensis Fici
- Capparis tenera Dalzell
- Capparis thorelii Gagnep.
- Capparis thozetiana (F.Muell.) F.Muell.
- Capparis tomentosa Lam.
- Capparis tonkinensis Gagnep.
- Capparis trichocarpa B.S.Sun
- Capparis trinervia Hook.f. & Thomson
- Capparis trisonthiae Srisanga & Chayam.
- Capparis umbonata Lindl.
- Capparis urophylla F.Chun
- Capparis velutina P.I.Forst.
- Capparis versicolor Griff.
- Capparis viburnifolia Gagnep.
- Capparis viminea Oliv.
- Capparis wui B.S.Sun
- Capparis yunnanensis Craib & W.W.Sm.
- Capparis zeylanica L.
- Capparis zippeliana Miq.

## Zastosowanie
- Niektóre gatunki są uprawiane jako rośliny ozdobne, najczęściej w żywopłotach. Uprawiane na balkonach chronią inne rośliny przed mszycami.
- Pąki kwiatowe kaparów ciernistych są bardzo popularną przyprawą. Szczególnie cenione są w wykwintnej kuchni francuskiej
- W lecznictwie: kapary wspomagają pracę układu pokarmowego oraz likwidują wzdęcia; picie naparu z kaparów działa leczniczo w infekcjach górnych dróg oddechowych[7].